# Mutant (Vol. 2)
Mutant — пятый альбом американской альтернативной хип-хоп-группы Twiztid, выпущенный 26 июля 2005 года на лейбле Psychopathic Records. Это вторая половина двойного альбома Man’s Myth / Mutant, выпущенная через месяц после альбома Man’s Myth (Vol. 1). 4 ноября 2015 года Twiztid объявили, что делают ремикс и ремастеринг Mutant для переиздания 2016 года.
Музыка и тексты песен
В то время как Man’s Myth имел звук, ориентированный на хип-хоп, Mutant отличался звуком, ориентированным на рок и метал с элементами рэпа. По словам Джейми Спаниоло: «Я всегда хотел сделать рок-альбом, и на сегодняшний день это был самый близкий к нему альбом, который у нас когда-либо был сделан, поэтому он занимает особое место в моём сердце».
AllMusic сказал, что «звук этого альбома намного ближе к стороне Эминема в хип-хоп оси Детройт, особенно мультяшный, но музыкально жестокий звук живых инструментов плюс сэмплы лучших треков D12».